# Tázlár
Tázlár község Bács-Kiskun vármegye Kiskőrösi járásában.

## Fekvése
A település a Kiskunság déli részén helyezkedik el. A szomszédos települések: észak felől Bócsa, kelet felől Szank, délkelet felől Kiskunmajsa és Harkakötöny, dél felől Kiskunhalas, délnyugat felől Pirtó, nyugat felől pedig Soltvadkert.

### Megközelítése
Csak közúton közelíthető meg, Soltvadkert és Kiskunmajsa felől egyaránt a Szegedre vezető 5405-ös úton, Kiskunhalas irányából pedig az 53-as főútból Pirtótól délre kiágazó 5406-os úton.

## Története
Tázlár helyén már a korai Árpád-korban is állt egy település, melynek neve nem maradt fenn. A tatárjáráskor a falu lakói – és feltehetőleg az ide menekülők – szembeszálltak az ellenséggel: legjobban védhető épületüket, a kőből épült templomot három, koncentrikus sáncárokkal vették körül. A támadók a település lakosságát lemészárolták, a falut felégették. A király később kun telepesekkel népesítette be a területet, a falu mai neve, amely egy 1429-es oklevélben szerepel először, kun eredetű.
A középkori kun Tázlár elpusztult. A XVIII. században ez a terület különböző földesúri családok kezén volt, akik a XIX. században birtokaik egy részét felparcellázták. Az eladott földeken tanyák sokasága jött létre. A gazdák sorában nagy szerep jutott a szegedi származásúaknak, akikről Erdei Ferenc is beszámol[forrás?].
Tázlár, valamint a szomszédos Kisbócsa, Nagybócsa, Kötöny és Harka területéből 1872-ben önálló községet hoztak létre Tázlár néven. Ezt a nevet 1907 és 1947 között átmenetileg Prónayfalvára változtatták. A hatalmas kiterjedésű Tázlár tanyaközségből vált ki 1906-ban Bócsa, 1949-ben pedig Harkakötöny község.
A hagyomány szerint sokszor megfordult Tázláron a híres lovas betyár, Bogár Imre és bandája, úgy tartják maguk közé fogadták a Kiskunság két híres betyárját: Baksi Gyurit és Dönti Pétert. Bogár Imre egyik este társával megjelent a felsőtelepi Beniczky-kastélyban, ahol nagy riadalmat keltett. Bogár Imre az éppen vacsorázó úrnőhöz fordult, és az volt a kérése, hogy ihasson a pohárból, s azután békében elvonulnak. Miután kérését teljesítették, a betyárok csendben elvonultak.

## Közélete

### Polgármesterei
- 1990–1994: Papp Józsefné (független)[5]
- 1994–1998: Kószó Endre (független)[6]
- 1998–2002: Kószó Endre (független)[7]
- 2002–2006: Kószó Endre (független)[8]
- 2006–2010: Kószó Endre (független)[9]
- 2010–2014: Kószó Endre (független)[10]
- 2014–2019: Bán Róbert László (Fidesz-KDNP)[11]
- 2019–2024: Bán Róbert László (Fidesz-KDNP)[12]
- 2024– : Bán Róbert László (Fidesz-KDNP)[1]

## Népesség
A település népességének változása:
| Lakosok száma | 1797 | 1774 | 1776 | 1785 | 1640 | 1673 | 1661 |
|               | 2013 | 2014 | 2018 | 2021 | 2022 | 2023 | 2024 |

A 2011-es népszámlálás során a lakosok 88,9%-a magyarnak, 1,2% cigánynak, 1,1% németnek, 0,2% románnak mondta magát (10,8% nem nyilatkozott; a kettős identitások miatt a végösszeg nagyobb lehet 100%-nál). A vallási megoszlás a következő volt: római katolikus 56,9%, református 13,4%, evangélikus 5,1%, felekezeten kívüli 3,1% (20% nem nyilatkozott).
2022-ben a lakosság 90,2%-a vallotta magát magyarnak, 1% németnek, 0,6% románnak, 0,2% cigánynak, 0,1-0,1% szerbnek, örménynek, szlovénnek, görögnek, szlováknak és horvátnak, 0,4% egyéb, nem hazai nemzetiségűnek (9,5% nem nyilatkozott; a kettős identitások miatt a végösszeg nagyobb lehet 100%-nál). Vallásuk szerint 46,7% volt római katolikus, 10,2% református, 5% evangélikus, 0,1% görög katolikus, 2% egyéb keresztény, 1,1% egyéb katolikus, 5,4% felekezeten kívüli (29,5% nem válaszolt).

## Nevezetességei
A látnivalók a faluközpontban vannak, az Árpád út elején. A kalocsai érsekség 1906 októberére római katolikus kápolnát hozott létre, mellé a nagytemplom az 1950-es években épült fel. A templomkertben található a világháború áldozatainak emlékműve. A Templom közben van a református és evangélikus hívek régi, közös temploma, az épületet 1994-ben felújították, bővítették, toronnyal egészítették ki. A településen több, mint száz éve működik baptista gyülekezet. Templomuk a Széchenyi utca sarkán épült fel, udvarában sportpályával és játszótérrel.
Országszerte ismert a tázlári citerazenekar és a Rozmaring asszonykórus. A két együttes a helyi rendezvényeken is rendszeresen fellép. A falunapot minden évben juniálissal összekötve tartják. A szüreti bál októberben van.